# Фотіс Кондоглу
Фо́тіс Ко́ндоглу (грец. Φώτης Κόντογλου ; 8 листопада 1895, Айвалик, Мала Азія — 13 липня 1965, Афіни) — грецький письменник і художник першої половини XX століття. В оглядовому накладі століття «100 років Греція» його названо «першим і основним представником течії повернення мистецтва до грецької народної традиції та православної естетики».

## Біографія
Народився у місті Кидонієс (Айвалик) на егейському узбережжі Малої Азії у 1895 році, в сім'ї Ніколаоса Апостолеліса й Деспо Кондоглу. Тато помер через рік після народження Фотіса і опіку над ним і трьома його старшими братами взяв на себе його дядько, Стефанос Кондоглу, котрий був ігуменом монастиря Святої Параскеви. Дядьку Фотіс завдячує тим, що за ним закріпилось прізвище сім'ї матері. Дитячі й юнацькі роки він прожив у Айвалику. Тут  закінчив школу в 1912 році. У гімназії його однокласником був майбутній письменник і художник Стратіс Дукас. Фотіс був членом редколегії учнів, яка видавала журнал «Меліса»(«Μέλισσα» — «Бджола»). Окрім цього Кондоглу ілюстрував журнал. Після закінчення школи в Айвалику Кондоглу вступив до Афінської школи витончених мистецтв, котру, однак, так і не закінчив. У 1914 році він залишив школу й вирушив до Парижу, де вивчав роботу різних шкіл живопису. Водночас він співпрацював із журналом Illustration і у 1916 році виграв перший приз у конкурсі журналу за ілюстрацію роману «Голод» норвезького письменника Кнута Гамсуна. В 1917 році здійснив подорожі до Іспанії та Португалії, і в 1918 році повернувся до Франції. В цей період він написав свою першу книгу, «Педро Казас».

## Кидонієс
Після закінчення Першої світової війни й капітуляції Османської імперії, у травні 1919 року, грецька армія, за мандатом Антанти, взяла регіон під свій контроль і Кидонієс увійшов до окупаційної зони Смірни. Мандат містив припис Греції контролювати регіон 5 років (до проведення референдуму). Кондоглу повернувся на Батьківщину, у Айвалик, який офіційно звався грецькою Кідонієс. Тут він створив культурну громаду «Нові люди» (Νέοι Άνθρωποι), в якій також брали участь Венезіс, Дукас, Дадіотіс, Валсамакіс та інші місцеві літератори й художники. Тут він також видав свого Педро Казас. Одночасно Кондоглу був призначений у жіночу гімназію Кидонієс, де викладав французьку мову й історію мистецтва.
Тим часом, міжсоюзницькі антагонізми призвели до того, Італія, а потім Франція почали надавати підтримку туркам. Грецька армія завдала поразки кемалістам у Битві при Афьонкарахісарі-Ескишехирі, але, не вирішивши питання про долю грецького населення Іонії, не зважувалася покинути Малу Азію і здійснила в 1921 році похід на Анкару, котру не змогла захопити. Як писав грецький історик Д. Фотиадіс, «тактично ми перемогли, стратегічно ми програли». У 1921 році Кондоглу був мобілізований до грецької армії, та в тому ж році був демобілізований.
Фронт застиг на рік. У серпні 1922 року він був прорваний.
29 серпня турки увійшли до Айвалика. Практично все чоловіче населення було відправлене в робочі батальйони вглиб Анатолії, де було знищено під час маршів смерті . Митрополит Григорій Кидонійський зумів отримати дозвіл на захід суден із сусіднього Лесбосу, під американським прапором і під гарантії Американського Червоного хреста, щоб вивезти решту 20 тисяч грецького цивільного населення, що лишилася.
Сам Григорій відмовився залишити свою митрополію й разом з іншими священиками був страчений 3 жовтня спаленням заживо.

## Біженець
Кондоглу опинився у числі біженців із Айвалика і спочатку прибув у сусідній Мітилені, тримаючи в руках врятовану ним ікону Святої Параскеви. Та потім, після захоплених відгуків про його книгу з боку таких літераторів, як Алексіу, Авгеріс, Казандзакі й  Казандзакіс, він був запрошений до Афін. У 1923 Кондоглу здійснив поїздку на Афон. Тут він відкрив для себе візантійське образотворче мистецтво, особливо звертаючи увагу на Критську школу, виконав безліч копій і написав багато текстів. Після повернення зі «Святої гори» він видав альбом Мистецтво Афону й організував першу виставку зі своїми роботами живопису. В 1925 році він видає в Афінах журнал «Філіки Етерія», в якому друкувались Дукас, Варналіс, Авгеріс, Алексіу та інші. У тому ж 1925 році він одружився зі своєю землячкою Марією Хадзикамбурі та влаштувався в афінському муніципалітеті Нової Іонії.

## Реставратор і церковний художник
З 1931 року Кондоглу став працювати реставратором ікон у музеях (Візантійський і Християнський музей (Афіни) та ін.) і розписував храми (Богородиці Капнікарія, Храм Святої Варвари (Егалео), Храм Святого Андрія по вулиці Левкосії (Афіни), Храм Святого Георгія (Кипселі), каплиці Заїмиса в Ріо й Песмазоглу в Кифісія, Живоносного Джерела в Пеанії, Кафедральний храм Родоса та інші).
У 1933 році Кондоглу почав викладати Історію мистецтв і живопису в американському коледжі Афін.
У наступні роки взяв участь в організації візантійського відділу в Музеї Керкіри (1935). У 1935—1937 роках Кондоглу реставрував розписи у візантійському місті-фортеці Містра. В 1937 році він був запрошений до Єгипту, де проводив реставраційні роботи у Коптському музеї Каїру.

## Муніципалітет
У 1938—1939 роках він виконав настінні розписи у будівлі Муніципалітету Афін.
Своїми розписами Кондоглу хотів показати безперервність у віках грецького духу. Він зобразив 40 персонажів давньої міфології й грецької історії на чотирьох довгастих поверхнях, наслідуючи манеру візантійського живопису. Його роботи розміщувалися в залі-читальні Муніципальної бібліотеки. Сьогодні тут розташовуються приймальні зали служби реєстрації актів цивільного стану муніципалітету.

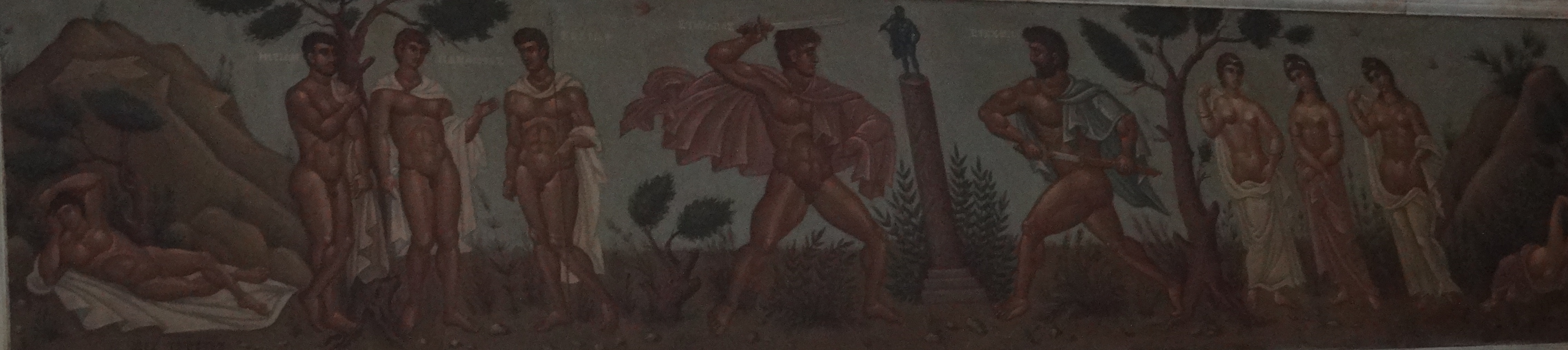
Ерехтей і Евмолп. Зала муніципалітету Афін

## Назад, до традицій
Н. Зікас пише, що внесок Кондоглу в грецький живопис можна підвести до трьох єдностей: його живопису, заснованому на візантійській техніці; його церковним розписам, що повертали православний живопис у грецькі церкви; його дидактичним роботам, що стали важелем повороту сучасного грецького живопису до відкриття художніх і духовних цінностей грецької традиції.
Коли Кондоглу зробив свій «бурхливий вхід» у мистецьке життя Греції, там відбувався поворот від Мюнхенської школи до новаторств Парижу.
Кондоглу своєю роботою ігнорував обидві чужорідні тенденції й звернув  свою увагу на забуту впродовж одного століття мистецьку традицію країни. Трагедія грецької Малої Азії диференціювала його від Заходу, надавши йому почуття відповідальності за продовження традиції, що пережила руйнування Візантії, яка знаходилася в небезпеці після викорінювання турками корінного православного населення Малої Азії і загрози вестернізації мистецтва життя і самої релігії у вільній Греції. Чинячи опір вестернізації, Кондоглу боровся за відродження традиційної церковної розпису: разом з Костисос Бастіасом і Василисом Мустакісом він видавав журнал «Ковчег» (Κιβωτός), у якому статтями й фотоматеріалами підтримував свою боротьбу. Ця його боротьба мала і вади: Кондоглу ніс собою з періоду свого навчання в Парижі любов іімпресіоністів до примітивного мистецтва і, повернувшись до Греції, вивчав і копіював візантійський  живопис, спираючись на ці критерії. Так, візантийська ікона повинна була бути чистою і не схильною до будь-якого іншого впливу. Ідейна ангажованість буде характеризувати його творчість, оскільки «він сам після Другої світової війни напише, що він вирішив присвятити свій хист Христу», що внесло якісну різницю між довоєнним і послявоєнним Кондоглу.
Ще до війни він звернувся до Анастасія Орландоса, що був тоді директором Служби реставрації і підтримки древніх і візантійських пам'ятників, з пропозицією, щоб церкви будувалися й прикрашалися фресками у візантійському стилі.

## Визнання
Кондоглу отримав Приз Афінської академії (1961 за книгу «Вираження православного іконопису» (Έκφρασις της Ορθοδόξου Εικονογραφίας), Приз Пурфіна «Групи дванадцятьох» (1963) за книгу «Айвалик, моя батьківщина» і Національну Відзнаку Мистецтв і Літератури Афінської академії за його працю в цілому.
Багато з літературний робіт Кондоглу були видані після його смерті.
Кондоглу помер в Афінах 13 липня 1965 року через післяопераційну інфекцію.

## Будинок Кондоглу

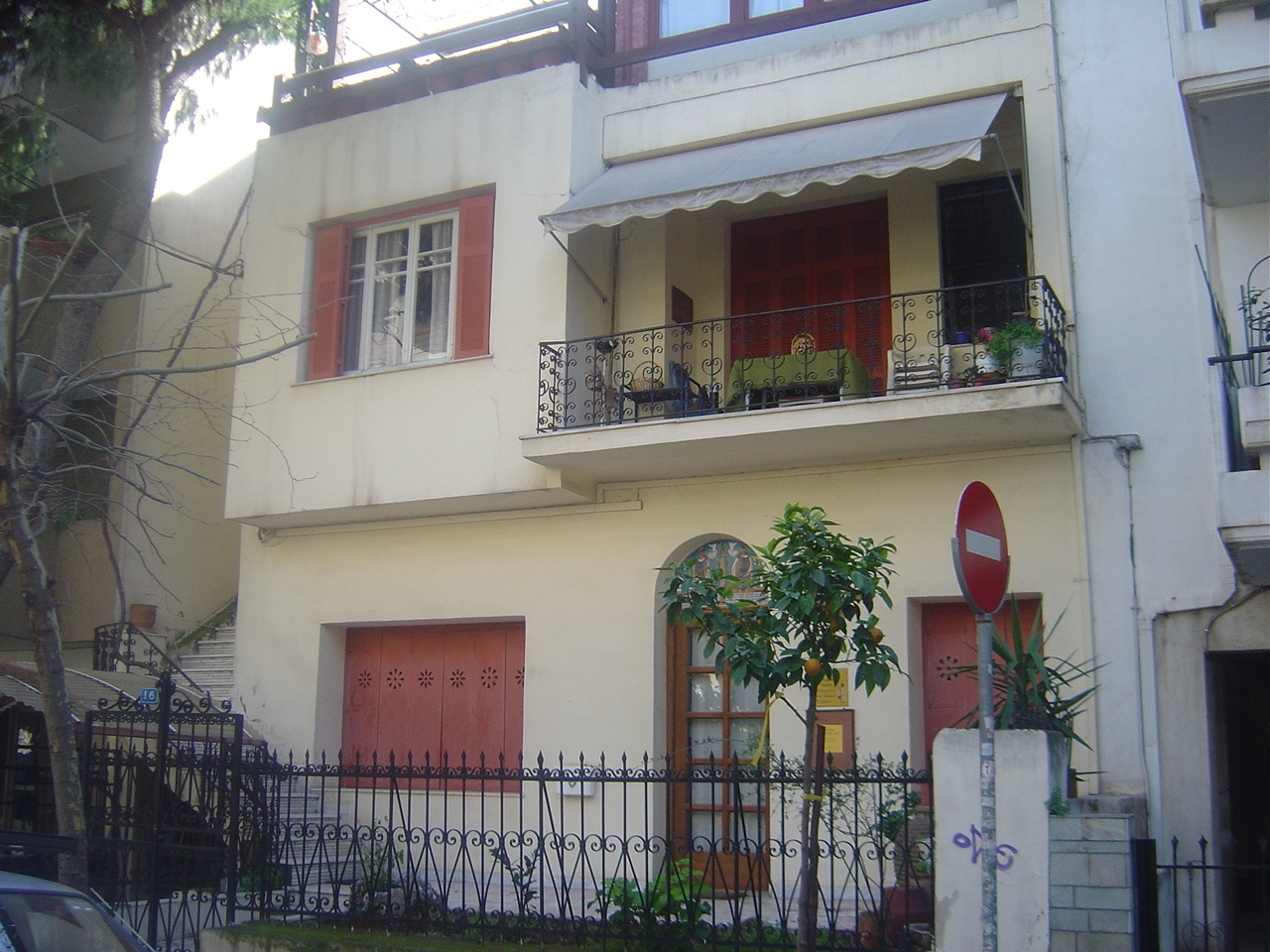
Дім Кондоглу в Афінах

У 1932 році він збудував свій будинок по вулиці Візиїну 16, де Кондоглу та його учні Янніс Царухіс і Нікос Енгонопулос розписали всі кімнати. В роки потрійної германо-італо-болгарської окупації Греції і голоду, що настав у Афінах, Кондоглу був вимушений продати будинок за мішок борошна і переселитися з сім'єю в гараж. Новий хазяїн зафарбував стіни.

## Праці
- Подорожі до різних частини Греції і Сходу, описи того, що ми чули від візантійців, франків, венеційців і турків, 1928. -Ταξείδια σε διάφορα μέρη της Ελλάδας και της Ανατολής, περιγραφικά του τί ακούμε από τα χρόνια των Βυζαντινών, των Φράγκων, των Βενετσάνων και των Τούρκων, 1928.
- Бог Конан і його монастир занурення, 1943.-Ὁ θεός Κόνανος καί τό μοναστῆρι του τό λεγόμενο καταβύθιση, 1943
- Історії й випадки та інші всілякі писання, 1944. -Ἱστορίες καί περιστατικά κι' ἄλλα γραψίματα λογῆς λογῆς, 1944.
- Корсар Педро Казас, 1944. '- 'Ὁ κουρσάρος Πέδρο Καζᾶς, Γλάρος, 1944.
- Грецький моряк у південних морях, 1944. -Έλληνας θαλασσινός στίς θάλασσες τῆς νοτιᾶς, Γλάρος, 1944.
- Африка і моря Півдня, 1944. -'Η Αφρική και οι θάλασσες της Νοτιάς, Γλάρος, 1944.
- Древні люди Сходу: Справжня історія, 1945.- Οἱ ἀρχαῖοι ἄνθρωποι τῆς Ἀνατολῆς: Ἱστορία ἀληθινή, Νικολόπουλος, 1945.
- Дитячий календар 1949- Ἡμερολόγιον παιδικόν τοῦ 1949, Ἀποστολική Διακονία, 1949
- Айвалик, моя батьківщина, 2000. -'Το Αϊβαλί, η πατρίδα μου, Παπαδημητρίου, 2000.
- Богородиця і Пресвята: По різдву Діва і по смерті жива, 2000. -Παναγία και Υπεραγία: Η μετά τόκον παρθένος και μετά θάνατον ζώσα, Αρμός, 2000.
- Скромні гіганти, 2000. -Γίγαντες ταπεινοί, Ακρίτας, 2000.
- Непорушний фундамент, 2000. -Το ασάλευτο θεμέλιο, επιμέλεια Κώστας Σαρδελής, Ακρίτας, 2000.
- Мале святкування, 2000 -Μικρό Εορταστικό, Ακρίτας, 2000.
- Воскреслий Христос: Іспит розумного, 2001 -Ανέστη Χριστός: Η δοκιμασία του λογικού, Αρμός, 2001
- Таємні квіти: Тобто: Тексти про безсмертні цінності православного життя, 2001 -Μυστικά άνθη: Ήγουν: Κείμενα γύρω από τις αθάνατες αξίες της ορθόδοξης ζωής, Παπαδημητρίου, 2001
- Різдво Христове: Дивовижне таїнство, 2001-Χριστού γέννησις: Το φοβερόν μυστήριον, Αρμός, 2001
- Щоб отримати уявлення про живопис, 2002.- Για να πάρουμε μια ιδέα περί ζωγραφικής, Αθήνα : Αρμός, 2002.
- Жорстока обітниця, 2003. -Σκληρό τάμα, εικονογράφηση Γιώργου Κόρδη, Αρμός, 2003.
- Захоплення Міста (див. Константинополя), 2003. -Το πάρσιμο της Πόλης, εικονογράφηση Σταμάτης Μπονάτσος, Ακρίτας, 2003.
- Мандрівники та мрійники, 2005. -Ταξιδευτές κι ονειροπόλοι, επιμέλεια Νίκος Αγνάντος, Ακρίτας, 2005.

## Перекладач
У 1937 році Кондоглу переклав п'єсу Мольєра «Витівки Скапена», яка наступного, 1938, року була поставлена на сцені Національного театру. У 1952 році Кондоглу переклав книгу Л. Успенського «Ікона».